# ريكي لومبكين
ريكي لومبكين (ولد يوم 7 سبتمبر سنة 1988) هو لاعب كرة قدم أمريكي سابق دفاعي . لعب كرة القدم الجامعية في جامعة كنتاكي في كلاركسيفل بتينيسي، ودرس في مدرسة كينوود الثانوية . كان عضوًا في أريزونا كاردينالز وأوكلاند رايدرز ‏ وإنديانابوليس كولتس في الدوري الوطني لكرة القدم الأمريكية (NFL). يعمل حاليًا في جامعة كنتاكي وهو مستشار أكاديمي.

## السنوات المبكرة
لعب لومبكين كرة قدم المدرسة الثانوية لصالح فرسان مدرسة كينوود الثانوية. حصل على لقب "السيد كرة القدم" لفئة AAAA في ولاية تينيسي حيث انه سجل 101 تدخلًا و 35 تدخلًا للخسارة و 22 كيسًا وأربع تمريرات إجبارية وتعافيًا متعثرًا وخمس تمريرات دافعت عن سنته الأولى. لقد كان أيضًا اختيارًا لجميع الولايات وجميع المناطق الوسطى في ولاية تينيسي ولمرتين لجميع المناطق وجميع المناطق.

## مهنة الكلية
لعب لومبكين كرة القدم لصالح فريق كنتاكي وايلد كاتس ‏ من عام 2007 إلى عام 2010. لقد كان متاخرا في الإلتحاق بالروضة في عام 2006. ظهر في 44 مباراة، بدا من 29 مباراة، خلال مسيرته الجامعية.